# 西部方面輸送隊
西部方面輸送隊（せいぶほうめんゆそうたい）は、陸上自衛隊健軍駐屯地（熊本県熊本市東区）に駐屯する西部方面後方支援隊隷下の輸送科部隊である。

## 概要
隊長は、1等陸佐（二）が充てられ、方面隊全般の車両輸送支援（師団・旅団輸送隊でカバーできない部分や、方面隊直轄部隊の輸送支援）および民生活動等を主任務としている。竹松駐屯地に竹松車両教育隊を配置して
2003年（平成15年）3月の後方支援体制変換に伴い西部方面武器隊と統合、西部方面後方支援隊隷下部隊として再編され運用している。。第15旅団新編に伴い、那覇駐屯地に第103輸送業務隊（現：陸上自衛隊中央輸送隊第5方面分遣隊）が新編され、北海道から沖縄までの定期便輸送が実現した。
新編時は、主に重車両の輸送や当時車両化されていなかった普通科部隊等の輸送支援を主な任務として編成・運用されていた。
また、第304輸送隊には全国で唯一水陸両用車の輸送が可能な大型セミトレーラけん引車（水陸両用車搭載用）と大型セミトレーラ（水陸両用車搭載用）が配備されている。

## 沿革
- 1951年（昭和26年）5月1日：曾根管理補給部隊発足により、第905輸送車両中隊が曾根駐屯地に新編。
- 1952年（昭和27年）
  - 1月25日：第905輸送車両中隊が曾根駐屯地から福岡駐屯地に移駐。
  - 2月1日：福岡管理補給部隊として発足。
- 1954年（昭和29年）
  - 3月10日：第905輸送車両中隊が福岡駐屯地から目達原駐屯地に移駐。
  - 7月1日：第905輸送車両中隊（目達原駐屯地）が陸上自衛隊九州地区補給処第307輸送中隊に称号変更。

西部方面輸送隊
- 1976年（昭和51年）3月25日：西部方面輸送隊が目達原駐屯地において編成完結。
- 1980年（昭和55年）3月25日：西部方面輸送隊が目達原駐屯地から健軍駐屯地に移駐。
- 2003年（平成15年）3月27日：西部方面後方支援隊編成完結に伴い、同隊隷下部隊に改編。
- 2010年（平成22年）3月26日：第15旅団創設に伴い、第103輸送業務隊を那覇駐屯地に新編し、隷下に編合。
- 2018年（平成30年）3月27日：部隊改編。

1. 第103輸送業務隊（那覇駐屯地）を廃止・改編し、陸上自衛隊中央輸送隊隷下の第5方面分遣隊を那覇駐屯地に新編。
2. 西部方面混成団隷下の竹松車両教育隊（竹松駐屯地）を隷下に編入[2]。

## 部隊編成
特筆ない限り健軍駐屯地駐屯。
- 西部方面輸送隊本部
- 西部方面輸送隊本部付隊「西方輸-本」
- 第307輸送中隊「307輸」：74式特大型トラック
- 第304輸送隊「304輸隊」：大型セミトレーラけん引車、73式特大型セミトレーラ、大型セミトレーラけん引車（水陸両用車搭載用）、大型セミトレーラ（水陸両用車搭載用）
- 竹松車両教育隊「竹松車教」（竹松駐屯地）

## 主要幹部
| 官職名                              | 階級    | 氏名     | 補職発令日     | 前職                       |
| ----------------------------------- | ------- | -------- | -------------- | -------------------------- |
| 西部方面後方支援隊 西部方面輸送隊長 | 1等陸佐 | 伊藤弘幸 | 2025年03月17日 | 陸上自衛隊輸送学校教育部長 |

| 代 | 氏名                 | 在職期間                        | 前職                                                     | 後職                                         |
| -- | -------------------- | ------------------------------- | -------------------------------------------------------- | -------------------------------------------- |
| 01 | 橋口又男 （2等陸佐） | 1976年03月25日 - 1977年07月31日 | 陸上自衛隊九州地区補給処付                               | 福岡駐とん地業務隊付 →1978年5月10日 停年退職 |
| 02 | 冨田芳人 （2等陸佐） | 1977年08月01日 - 1979年03月15日 | 第13輸送隊長 兼 第13師団司令部輸送課長                   | 陸上自衛隊輸送学校勤務                       |
| 03 | 中川彪 （2等陸佐）   | 1979年03月16日 - 1980年07月31日 | 陸上自衛隊輸送学校勤務                                   | 陸上自衛隊輸送学校総務課長                   |
| 04 | 駒澤弘               | 1980年08月01日 - 1983年07月31日 | 陸上幕僚監部装備部管理・輸送課 輸送室総括班長            | 陸上自衛隊輸送学校研究員                     |
| 05 | 北野聡 （2等陸佐）   | 1983年08月01日 - 1985年08月07日 | 陸上自衛隊輸送学校勤務                                   | 陸上自衛隊中央輸送業務隊副隊長               |
| 06 | 白石桂一             | 1985年08月08日 - 1986年07月31日 | 陸上幕僚監部装備部輸送課総括班長                         | 東部方面輸送隊長                             |
| 07 | 松藤洋一             | 1986年08月01日 - 1989年03月15日 | 陸上幕僚監部調査部付                                     | 陸上幕僚監部装備部輸送課長                   |
| 08 | 岩附健               | 1989年03月16日 - 1991年03月15日 | 陸上幕僚監部装備部輸送課 道路・航空班長                  | 陸上自衛隊輸送学校教育部長                   |
| 09 | 橋本捷               | 1991年03月16日 - 1992年08月02日 | 陸上自衛隊輸送学校管理課長                               | 西部方面総監部勤務                           |
| 10 | 正岡滿典             | 1992年08月03日 - 1995年03月22日 | 陸上自衛隊中央輸送業務隊副隊長 →1994年7月1日 1等陸佐昇任 | 小平駐屯地業務隊長                           |
| 11 | 吉川明徳             | 1995年03月23日 - 1997年03月25日 | 陸上自衛隊幹部学校 →1996年7月1日 1等陸佐昇任             | 陸上自衛隊中央輸送業務隊副隊長               |
| 12 | 中村茂夫             | 1997年03月26日 - 2000年07月31日 | 陸上自衛隊輸送学校研究部長                               | 西部方面総監部勤務                           |
| 13 | 真野晴生 （2等陸佐） | 2000年08月01日 - 2001年07月31日 | 陸上幕僚監部装備部輸送課 鉄道・船舶班長                  |                                              |
| 末 | 小田修身             | 2001年08月01日 - 2003年03月26日 | 陸上幕僚監部装備部輸送課勤務                             | 陸上自衛隊中央輸送業務隊副隊長               |

| 代 | 氏名     | 在職期間                        | 前職                                      | 後職                                          |
| -- | -------- | ------------------------------- | ----------------------------------------- | --------------------------------------------- |
| 01 | 折田健造 | 2003年03月27日 - 2006年03月26日 | 陸上自衛隊中央輸送業務隊副隊長            | 陸上自衛隊輸送学校副校長 兼 企画室長          |
| 02 | 横山正樹 | 2006年03月27日 - 2008年07月31日 | 北部方面後方支援隊 北部方面輸送隊長       | 陸上自衛隊輸送学校副校長 兼 企画室長          |
| 03 | 仁王伸樹 | 2008年08月01日 - 2010年07月31日 | 東部方面後方支援隊 東部方面輸送隊長       | 陸上自衛隊輸送学校副校長 兼 企画室長          |
| 04 | 望月雄一 | 2010年08月01日 - 2013年03月31日 | 東部方面総監部人事部人事課長              | 陸上自衛隊輸送学校教育部長                    |
| 05 | 星信利   | 2013年04月01日 - 2015年11月30日 | 陸上自衛隊輸送学校教育部長                | 陸上自衛隊輸送学校付                          |
| 06 | 村上至   | 2015年12月01日 - 2017年03月22日 | 陸上幕僚監部装備計画部 装備計画課勤務     | 陸上自衛隊幹部学校主任教官                    |
| 07 | 古内弘樹 | 2017年03月23日 - 2019年08月22日 | 統合幕僚監部防衛計画部計画課 業務計画班長 | 陸上幕僚監部人事教育部人事教育計画課 服務室長 |
| 08 | 森英久   | 2019年08月23日 - 2022年03月13日 | 統合幕僚学校教育課研究室主任研究官        | 陸上自衛隊東北補給処総務部長                  |
| 09 | 永禮完次 | 2022年03月14日 - 2023年03月22日 | 陸上幕僚監部装備計画部 装備計画課勤務     | 陸上幕僚監部装備計画部装備計画課 輸送室長     |
| 10 | 中村晋士 | 2023年03月23日 - 2025年03月16日 | 統合幕僚監部防衛計画部防衛課付            | 陸上幕僚監部装備計画部装備計画課 輸送室長     |
| 11 | 伊藤弘幸 | 2025年03月17日 -                | 陸上自衛隊輸送学校教育部長                |                                               |

## 廃止部隊
- 第905輸送車両中隊：1954年（昭和29年）6月30日廃止。第307輸送中隊に改編。
- 第103輸送業務隊：2018年（平成30年）3月27日廃止。陸上自衛隊中央輸送隊隷下の第5方面分遣隊に改編。